# Saint-Andéol-de-Fourchades
 Saint-Andéol-de-Fourchades  es una población y comuna francesa, ubicada en la región de Ródano-Alpes, departamento de Ardèche, en el distrito de Tournon-sur-Rhône y cantón de Le Cheylard.

## Demografía
| 191 | 131 | 101 | 104 | 99 | 89 |
| Para los censos de 1962 a 1999 la población legal corresponde a la población sin duplicidades (Fuente: INSEE [Consultar]) |     |     |     |    |    |